# Saga Ippei
Ippei Saga (sinh ngày 20 tháng 5 năm 1980) là một cầu thủ bóng đá người Nhật Bản.

## Sự nghiệp câu lạc bộ
Ippei Saga đã từng chơi cho Consadole Sapporo và Montedio Yamagata.